# 葉室頼継
葉室頼継（はむろ よりつぐ、明応元年（1492年） - 享禄2年（1529年）7月30日）は室町時代中期の公卿。

## 官歴
- 永正5年（1508年）：右兵衛権佐、従五位上
- 永正7年（1510年）：右少弁
- 永正9年（1512年）：正五位下
- 永正10年（1513年）：正五位上、勧学院別当
- 永正16年（1519年）：左少弁
- 大永2年（1522年）：右中弁、修理右宮城使
- 大永4年（1524年）：従四位下
- 大永5年（1525年）：従四位上、右大弁
- 大永6年（1526年）：正四位上、蔵人頭
- 享禄2年（1529年）：参議、従三位

## 系譜
- 父：葉室光忠
- 子：葉室頼房